# Лавінія Фонтана
Лавінія Фонтана (італ. Lavinia Fontana; 24 серпня 1552, Болонья — 11 серпня 1614, Рим) — італійська художниця, представниця стилю маньєризм. Створювала портрети, міфологічні та біблійні композиції.

## Життєпис

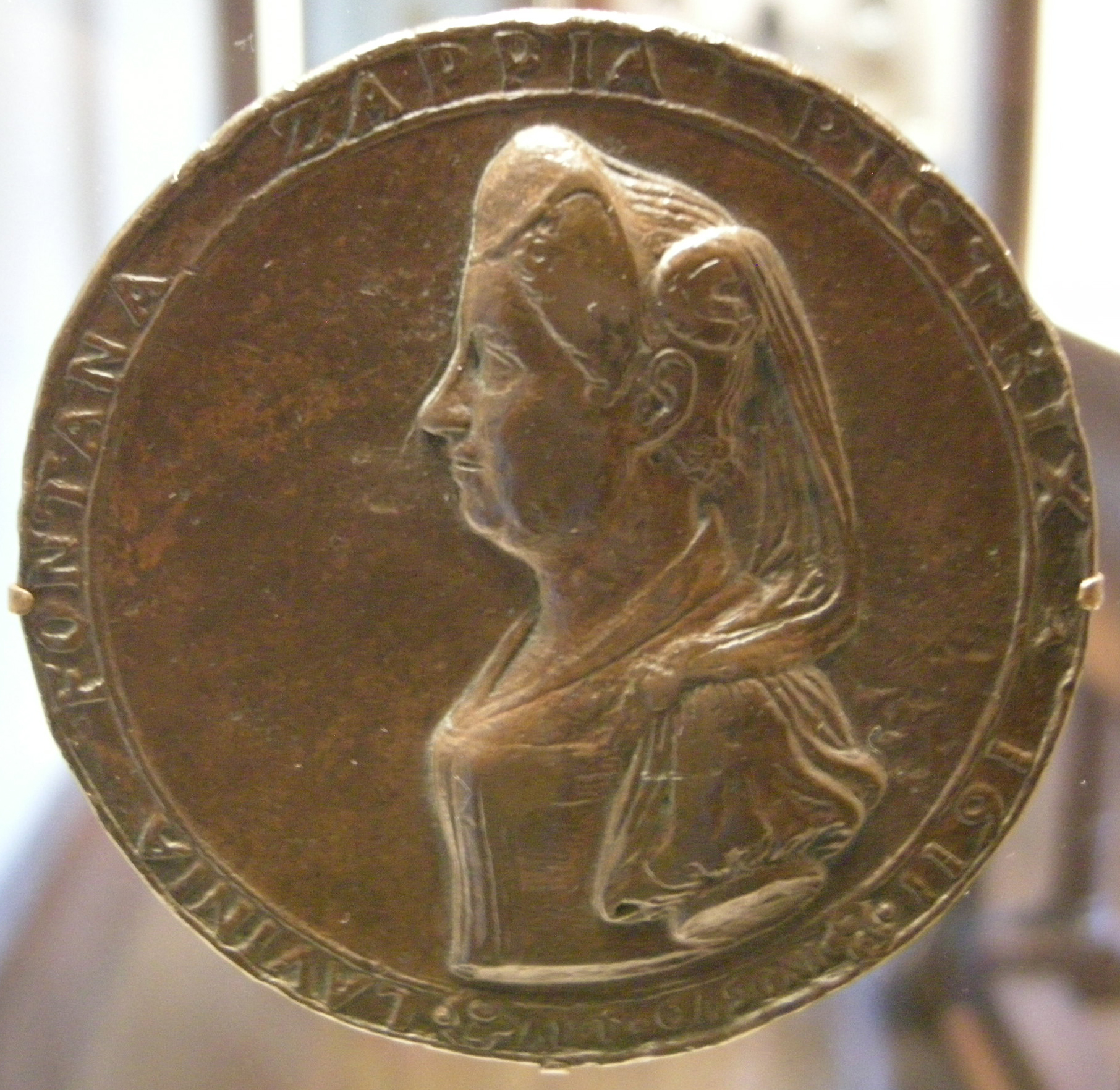
Медальєр Феліче Антоніо Казоні. Медаль на честь майстрині Лавінії Фонтана, 1611 рік.

Лавінія — донька художника Просперо Фонтана, народилась в місті Болонья. Значні мистецькі традиції міста і фах батька вплинули на вибір доньки, що теж зацікавилась малюванням. Захоплення живописом, що вважався досить престижним в колах тогочасного італійського суспільства, був настільки значним, що молода художниця наполегливо опанувала фах і стала популярною портретисткою в Болоньї. Живопис настільки цікавив майстриню, що нареченому, котрий зажадав узяти з нею шлюб, виставили умову — Лавінія продовжуватиме практику художника і в шлюбі. Чоловік (Джованні Паоло Чаппі) погодився і вже тоді, в добу значної підкореності жінок чоловічому шовінізму, узяв на себе частку домашніх справ.
В молоді роки майстриня створювала не тільки портрети, а й біблійні композиції, серед яких — «Поклоніння волхвів», «Христос і янголи з символами христових страстей», «Успіння Пресвятої Богородиці», «Христос садівник. Не торкайся мене.» Сучасники схвально сприйняли також релігійну композицію «Побиття камінням Святого Себастьяна», але на початку XIX століття релігійний образ був втрачений унаслідок пожежі.
Слава болонської майстрині дійшла і до папського Риму, адміністративно тісно пов'язаного з містом Болонья. Папа римський Григорій XIII запросив художницю разом з родиною на працю у Рим. Художня манера майстрині, делікатна, з точним відтвореням деталей одягу, мережива, ювелірних прикрас — прийшлася до душі римським аристократичним родинам. Серед створених портретів — і портрет світського і духовного володаря Риму папи Григорія XIII.
Художниця народила в шлюбі одинадцять дітей, восьмеро з яких померли в дитинстві. Виснажена постами й пологами жінка відчувала втому та іпохондрію. Наприкінці життя її охопив жах і вона умовила чоловіка покинути світське життя, обидва пішли у монастир. В серпні 1614 року в монастирі вона і померла.

## Творчий спадок
До XX століття дійшло понад сто картин майстрині, але тільки на тридцяти двох  знайдений підпис художниці. Вона виборола популярність і в Римі, а наближеність до двору папи римського сприяла її обранню в римську Академію Святого Луки.
Лавінія Фонтана одна з небагатьох жінок-художниць, на честь яких створено медаль ще за життя майстрині (медальєр — Феліче Антоніо Казоні, 1611 рік).

## Галерея

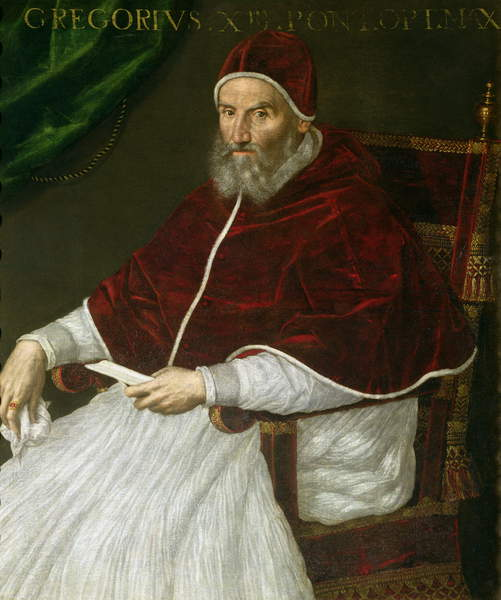
Папа римський Григорій XIII

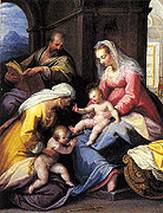
«Свята Родина з Іваном Хрестителем дитиною», 1600, Національна галерея мистецтв, Вашингтон, США
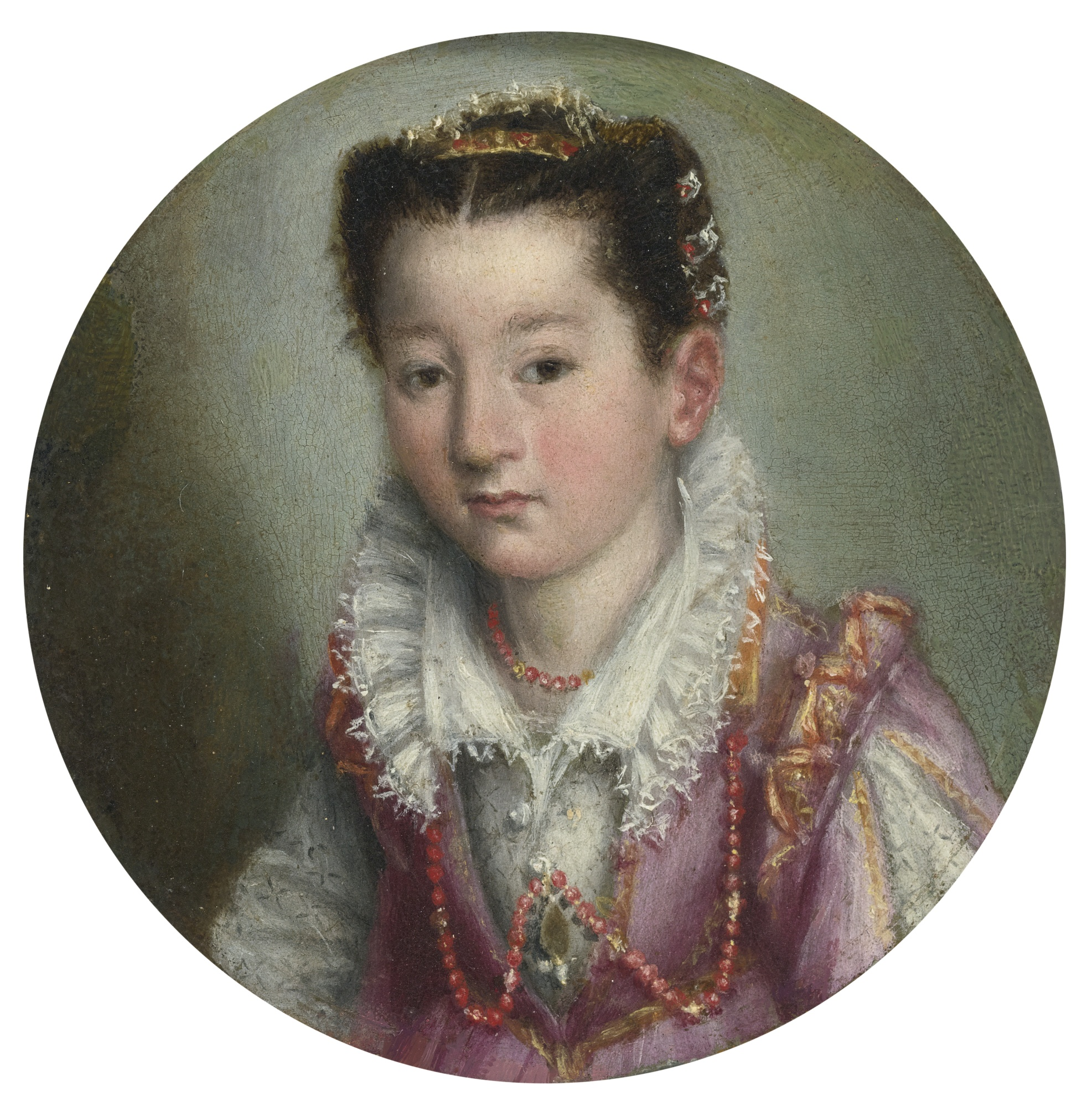
«Дівчинка з аристократичної родини», приватн. збірка
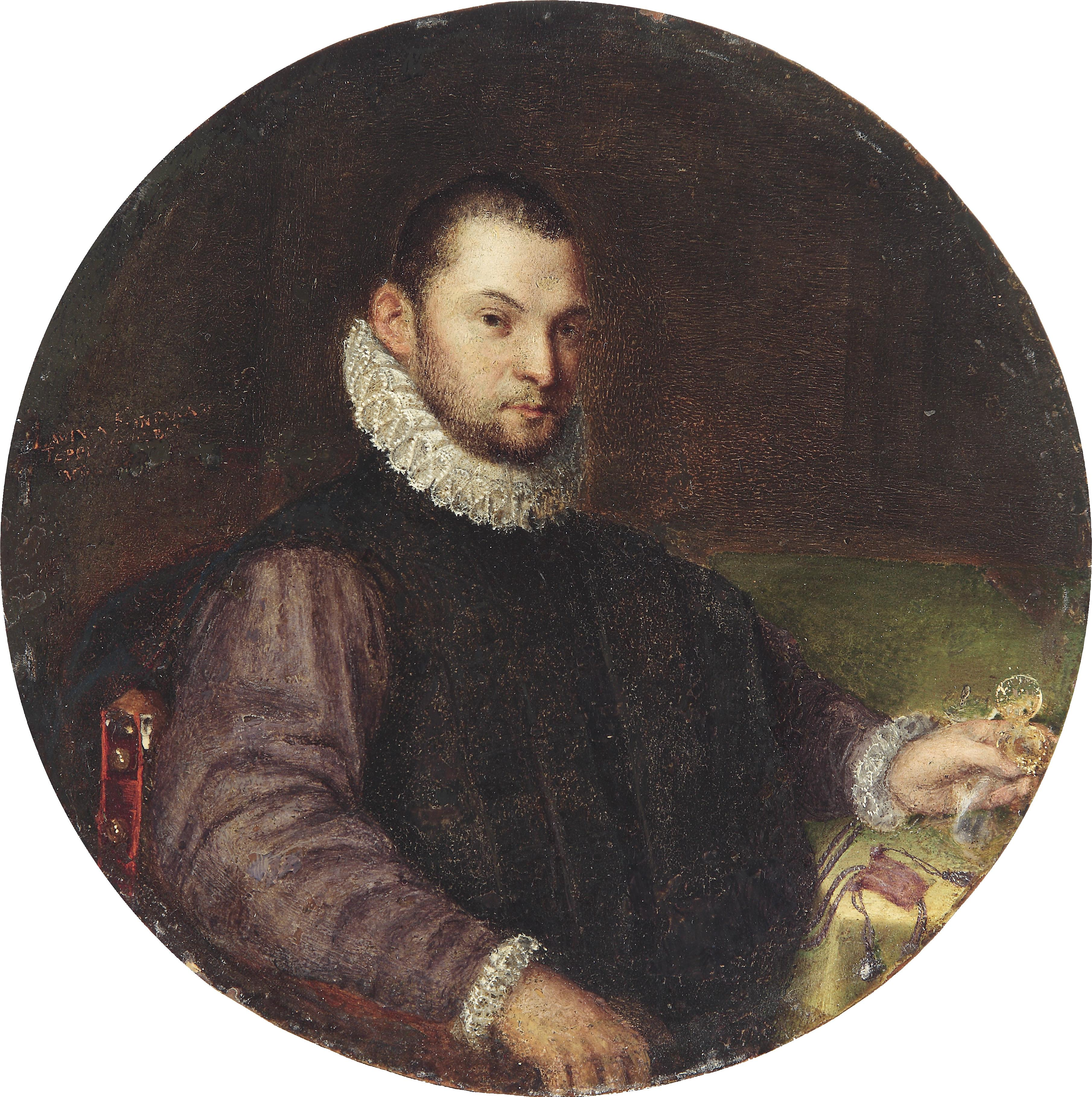
«Портрет невідомого з окулярами», 1613
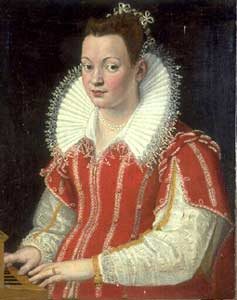
«Б'янка Капелло в чорвоному за спінетом»
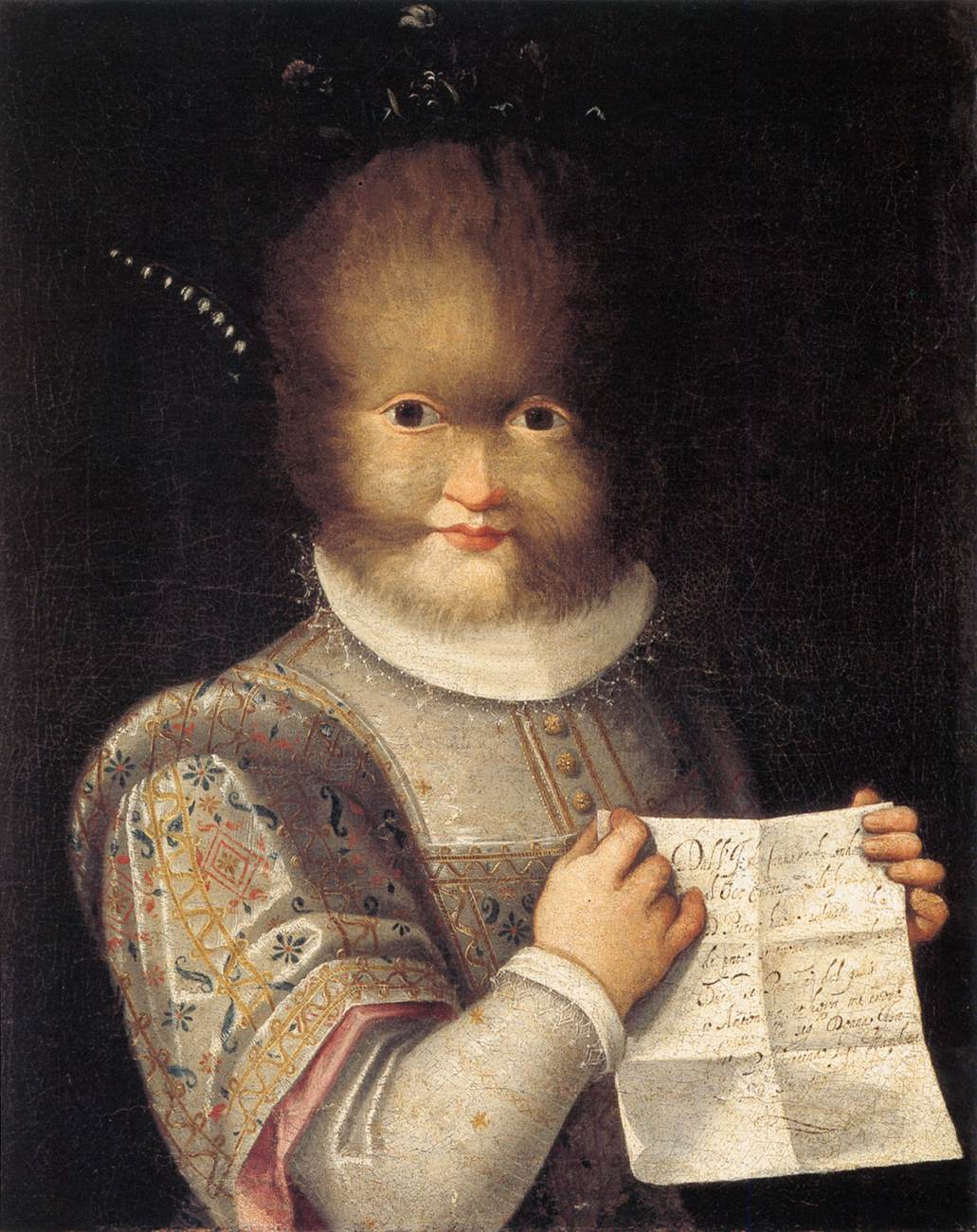
«Портрет Тогніни Гонсалвус», 1580-і роки

## Вибрані твори

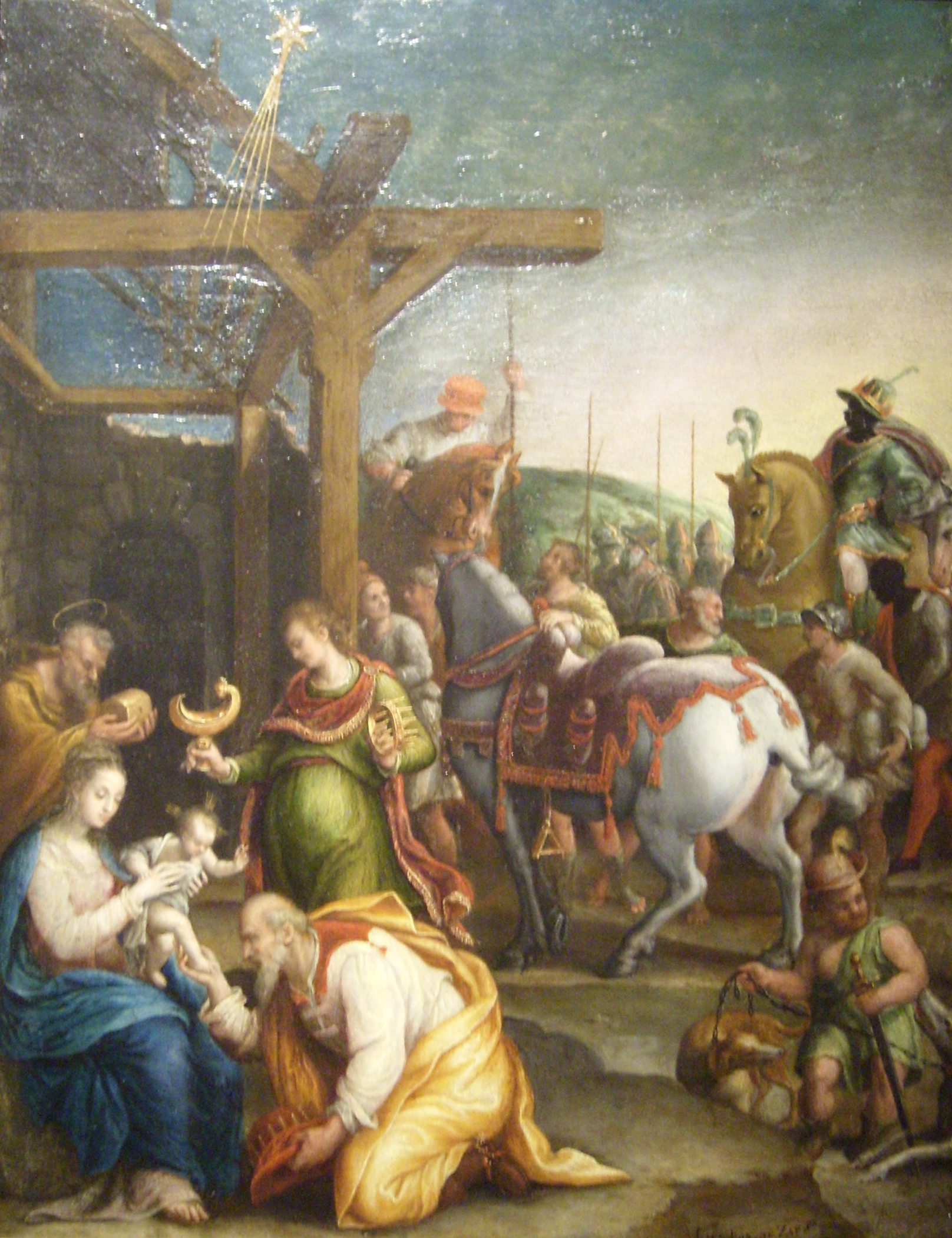
«Поклоніння волхвів»

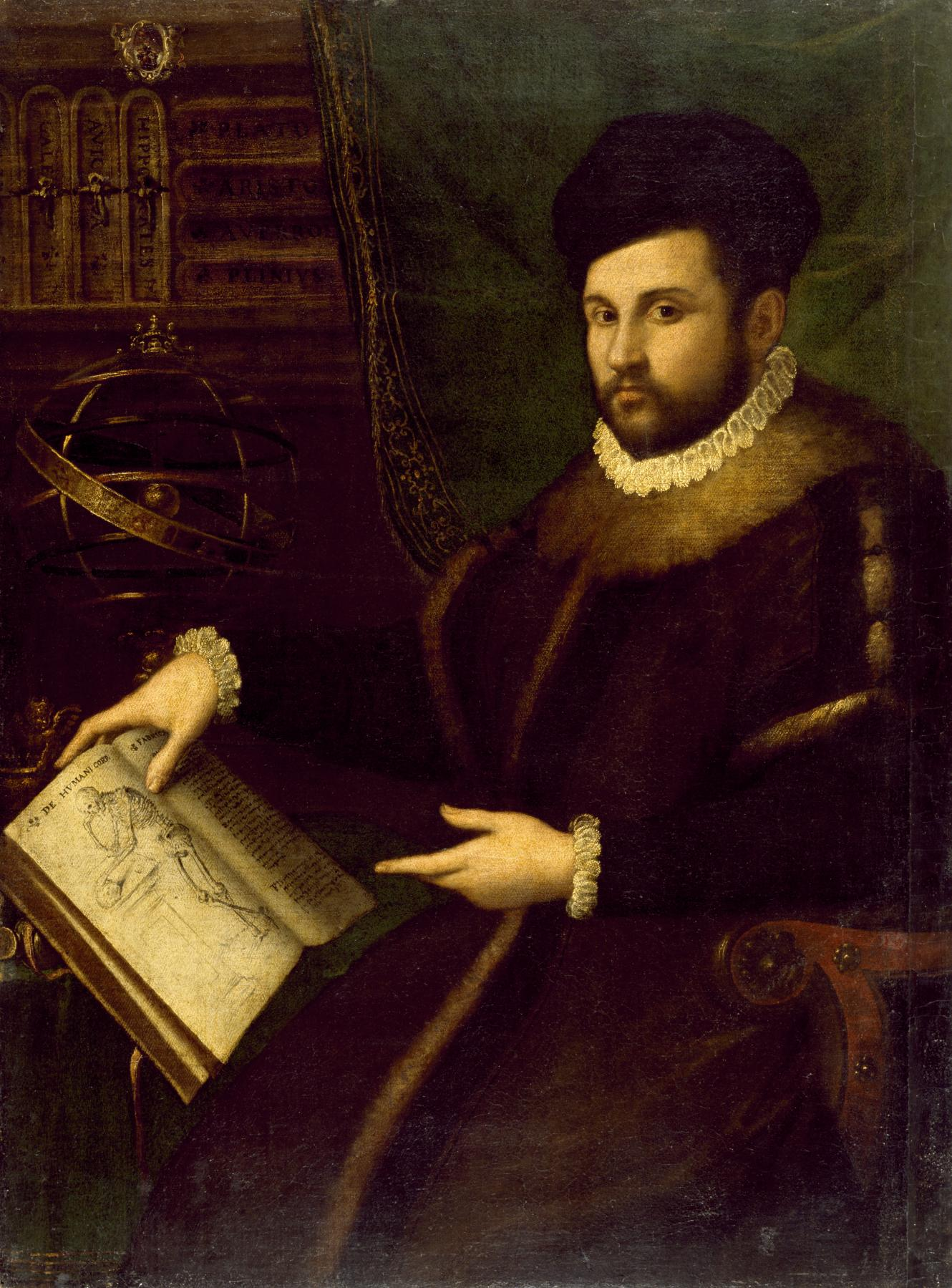
« Лікар Джироламо Меркуріале», Художній музей Волтерс, Балтимор, Меріленд, США.

- «Автопортрет за спінетом», 1577, Академія Св. Луки, Рим.
- «Свята Родина зі святими», 1578, Веллслі колледж, Массачузетс, США.
- «Автопортрет», тондо, 1579, Уффіці, Флоренція.
- «Христос і янголи з символами христових страстей», 1576, Художній музей, Ель Пасо, Техас, США.
- «Папа римський Григорій XIII»
- «Лікар Джироламо Меркуріале», Художній музей Волтерс, Балтимор, Мериленд.
- «Поклоніння волхвів»
- «Б'янка Капелло в чорвоному за спінетом»
- «Дівчинка з аристократичної родини», приватна збірка
- «Юдита з головою Олоферна», Колекція Чарторийських, Краків, Польща.
- «Юдита з відрубаною головою Олоферна в наметі»
- «Христос садівник. Не торкайся мене.», 1581, Уффіці, Флоренція.
- «Невідома аристократка в червоному з білим песиком», Вашингтон
- «Невідома аристократка з білим песиком», Вашингтон
- «Успіння Пресвятої Богородиці», Болонья
- «Успіння Богородиці братів августинців», 1583
- «Груповий портрет невідомої італійської родини», Пінакотека Брера, Мілан
- "Портрет подружжя "(подвійний портрет), Музей мистецтв Кливленд, Огайо, США
- «Портрет волохатої Антоніетти Гонзалес», 1595, музей замку Блуа.
- «Ізабелла Руїні з Амуром», Музей красних мистецтв, Руан
- «Б'янка Капелло в чорному»
- «Свята Родина з Іваном Хрестителем дитиною», 1600, Національна галерея мистецтв, Вашингтон, США
- «Смерть Св. Стефана», 1603, згоріла при пожежі
- «Одягання Минерви», 1613, галерея Боргезе, Рим
- «Портрет невідомого з окулярами», 1613, тондо
- «Портрет невідомого священника», тондо, Музей мистецтва Метрополітен, Нью-Йорк